# Fașciivka, Vinkivți
Fașciivka (în ucraineană Фащіївка) este un sat în comuna Iasnozirea din raionul Vinkivți, regiunea Hmelnîțkîi, Ucraina.

## Demografie
Componența lingvistică a localității Fașciivka
     Ucraineană (99,27%)
     Alte limbi (0,73%)
Conform recensământului din 2001, majoritatea populației localității Fașciivka era vorbitoare de ucraineană (99,27%), existând în minoritate și vorbitori de alte limbi.